# 安徽省定远中学
安徽省定远中学，又称定远一中，是中华人民共和国安徽省滁州市定远县的一所高中，是安徽省省师范高中之一。

## 历史
创办于民国35年，始为县立初级中学，校长杨伯涵。1949年2月，中国人民解放军攻占定远后，改为津淮中学定远分校，学生多是共产党员和部队干部，毕业后被派遣到皖东地区参加土改。1949年，易名为皖北定远中学，招收两个班，约70人。1953年，更名为定远第一初级中学。1958年秋，改为完全中学，招收3个班高中一年级新生，新分配12名大专毕业生，充实了教师队伍，校名定为安徽省定远中学。1962年高中部迁往师范校址。1973年，该校分成两所完中，更名为定远一中、定远二中。1978年，一中被滁县地区确认为重点中学。1984年竣工的6层教学大楼，总建筑面积4800平方米，是当时安徽省内中等学校最大的教学楼。2006年被批准为安徽省示范高中。